# Ophyiulus bastiensis
Ophyiulus bastiensis är en mångfotingart som beskrevs av Karl Wilhelm Verhoeff 1943. Ophyiulus bastiensis ingår i släktet Ophyiulus och familjen kejsardubbelfotingar. Inga underarter finns listade i Catalogue of Life.